# Gondreville (Meurthe-et-Moselle)
Gondreville é uma comuna francesa na região administrativa de Grande Leste, no departamento de Meurthe-et-Moselle. Estende-se por uma área de 25,03 km². Em 2010 a comuna tinha 2 802 habitantes (densidade: 111,9 hab./km²).